# أمراض الجهاز العصبي
أمراض الجهاز العصبي، المعروف أيضا باسم الجهاز العصبي أو الاضطرابات العصبية، يشير إلى فئة صغيرة من الحالات الطبية التي تؤثر على الجهاز العصبي. وتشمل هذه الفئة أكثر من 600 ظرف مختلف، بما في ذلك الأمراض الوراثية والالتهابات، والسرطان، وبعض الاضطرابات (مثل الصرع)، وأمراض القلب والأوعية الدموية (مثل السكتة الدماغية)، والاضطرابات الخلقية (مثل السنسنة المشقوقة)، والاضطرابات التنكسية (مثل التصلب المتعدد، ومرض الزهايمر، ومرض باركنسون، والتصلب الوحشي الضموري).

## العلامات والأعراض
العلامات والأعراض يمكن أن تختلف تبعا للحالة. ونظراً لأهمية الجهاز العصبي في علم وظائف الأعضاء البشرية، يمكن أن تشمل الأعراض أنظمة الأعضاء الأخرى وتؤدي إلى خلل وظيفي في المحركات، أو ضعف حسي، أو ألم، إلخ.

## التشخيص والاختبارات
هناك عدد من الاختبارات المختلفة التي يمكن استخدامها لتشخيص الاضطرابات العصبية.

### البزل القطني
الثقب القطني (LP)، المعروف أيضًا باسم الصنبور الفقري، هو إجراء يتم فيه إدخال إبرة مجوفة في الحبل الشوكي، مما يسمح بتجميع السائل النخاعي (CSF) والتحليل اللاحق له. يمكن فحص كل من خلايا الدم الحمراء والبيضاء، ومستويات البروتين والجلوكوز، ووجود خلايا غير طبيعية أو مسببات الأمراض مثل البكتيريا والفيروسات. يمكن أن ينتج عن عتامة السائل ولونه أيضًا معلومات مفيدة يمكن أن تساعد في التشخيص.

## العلاج
تختلف العلاجات لاضطرابات الجهاز العصبي تبعا للحالة، ويمكن أن تشمل تدخلات مثل الأدوية والجراحة والعلاج.